# Porte de Gentilly
Pour les articles homonymes, voir Gentilly.
La porte de Gentilly est une porte de Paris, en France, située à la limite entre le quartier de la Maison-Blanche dans le 13e arrondissement et le quartier du Parc-de-Montsouris dans le 14e arrondissement. Elle donne sur la commune de Gentilly.

## Situation et accès
Historiquement, du temps de l'enceinte de Thiers, la porte de Gentilly était située dans le prolongement de l'extrémité sud de la rue de la Glacière (actuelle rue de l'Amiral-Mouchez), à la jonction du boulevard Kellermann (13e) et du boulevard Jourdan (14e). De nos jours, ce toponyme a tendance à s'étendre à l'accès que constitue l'avenue Pierre-de-Coubertin au boulevard périphérique et qui débouche sur la ville de Gentilly. Elle se trouve à 775 m à l'est de la porte d'Arcueil et à 475 m à l'ouest de la poterne des Peupliers.
La porte de Gentilly est desservie par la gare de Cité universitaire (ligne B du RER) et par la ligne de tramway T3a à la station Stade Charléty.
Elle correspond par ailleurs au début de l'autoroute A6 sur sa branche A6a, qui est connectée au boulevard périphérique uniquement depuis et vers la partie est de celui-ci.

## Historique
Le 11 avril 1918, durant la première Guerre mondiale, un obus tiré par la Grosse Bertha positionnée entre Fourdrain et Crépy-en-Laonnois explose boulevard Kellermann à proximité de la porte de Gentilly.

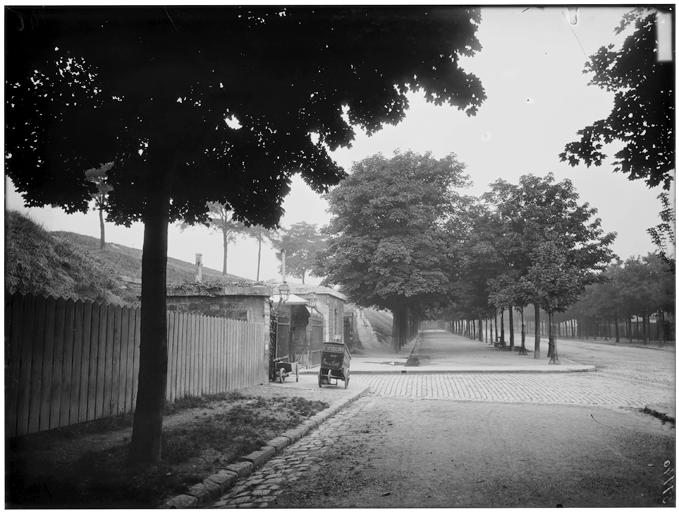
La porte de Gentilly sur le boulevard Kellermann vers 1910-1913, par Eugène Atget.
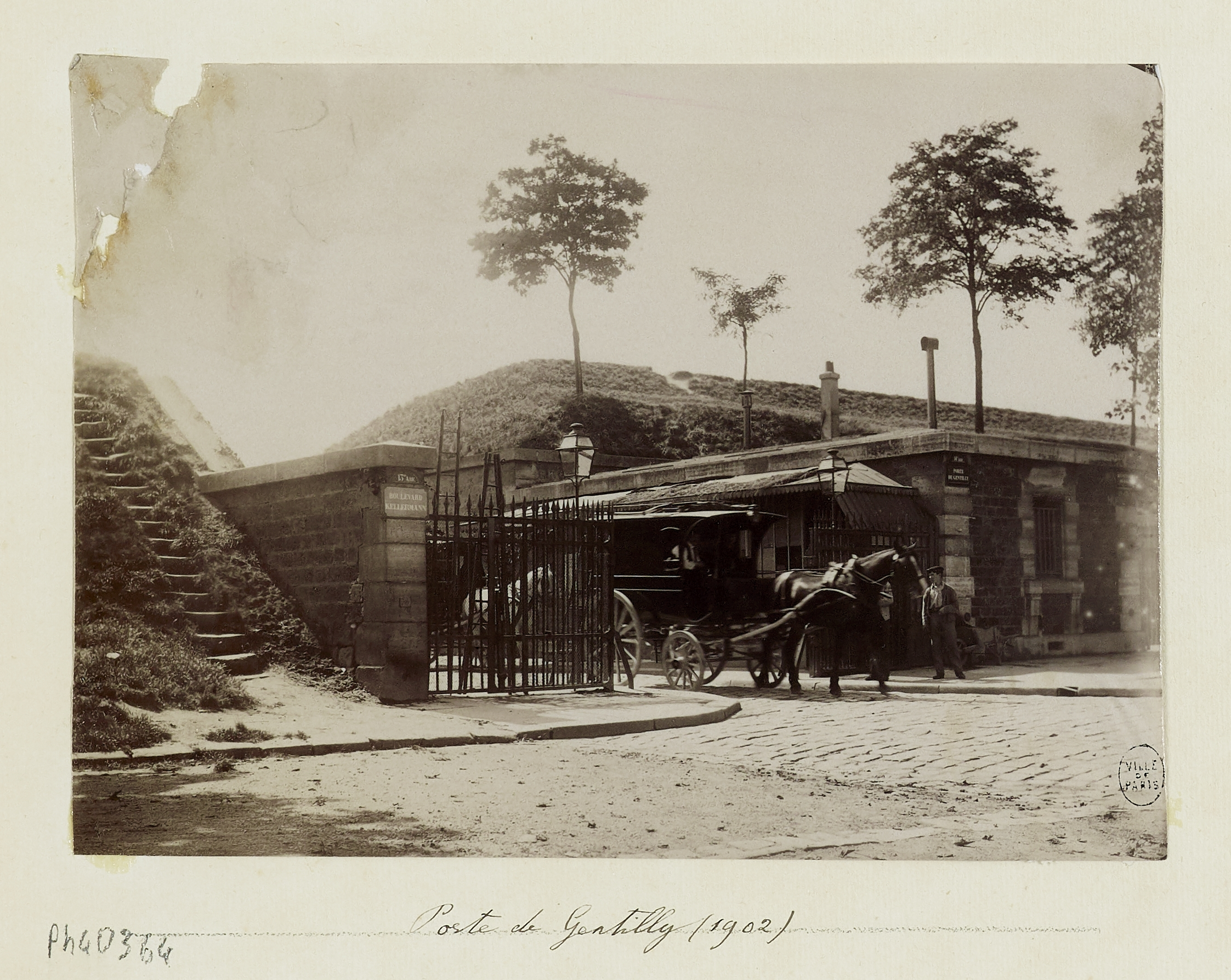
Porte de Gentilly en 1902 (photographie d'Emmanuel Pottier).

## Bâtiments remarquables et lieux de mémoire
La porte de Gentilly donne accès à la Cité internationale universitaire de Paris, ainsi qu'au stade Charléty et au parc Montsouris. Les sièges de la Fédération française d'athlétisme et du Comité national olympique et sportif français sont situés à proximité. Plusieurs entreprises y ont également leurs sièges sociaux : la société de sondages Ipsos, les éditions Dictionnaires Le Robert / Nathan et le distributeur automobile Aramis.